# The Heat ~musica fiesta~
〈The Heat 〜musica fiesta〜〉는 일본의 여가수 나카모리 아키나(中森明菜)의 41번째 싱글로 2002년 5월 2일에 발매하였다. (12cmCD: UMCK-5060) 작사는 Adya가, 작곡과 편곡은 URU가 담당하였고 유니버설 뮤직 재팬 소속의 레이블인 키티 MME에서 출시되었다. B사이드 곡은 〈Siesta ~사랑 그대로~〉(Siesta 〜恋のままで〜 시에스타 코이노마마데[*])로 작사는 A사이드와 마찬가지로 Adya가, 작곡과 편곡은 JUSTIN이 도맡았다. Music@nifty와 해약하고 유니버설 뮤직 재팬에서 발매한 첫 싱글로, 나카모리가 처음으로 디지털 다운로드 방식으로 배포한 첫 싱글이기도 하다. 이 싱글의 제작에는 대한민국의 가수이자 룰라의 멤버인 이상민이 대표로 있던 상마인드 엔터테인먼트도 참가하여, 나카모리는 싱글을 서울에 위치한 상마인드 뮤직 스튜디오에서 녹음과 편곡 작업을 거쳤으며 랩 피쳐링은 상마인드 소속의 그룹 엑스라지가 담당하였다.
2002년 5월 13일, 오리콘 주간 싱글 차트 20위로 처음 등장하여 차트 톱100을 3주 동안 지켰다.

## 수록곡
| #            | 제목                                                              | 작사         | 작곡         | 편곡         | 재생 시간 |
| ------------ | ----------------------------------------------------------------- | ------------ | ------------ | ------------ | --------- |
| 1.           | 〈〈The Heat ~musica fiesta~〉〉                                  | Adya         | URU          | URU          | 4:12      |
| 2.           | 〈〈Siesta ~사랑 그대로~〉(Siesta 〜恋のままで〜)〉               | Adya         | URU          | URU          | 4:32      |
| 3.           | 〈〈The Heat ~musica fiesta~〉(instrumental)〉                    |              |              |              | 4:13      |
| 4.           | 〈〈Siesta ~사랑 그대로~〉(Siesta 〜恋のままで〜, instrumental)〉 |              |              |              | 4:31      |
| 총 재생 시간 | 총 재생 시간                                                      | 총 재생 시간 | 총 재생 시간 | 총 재생 시간 | 17:28     |